# Torneio Rio-São Paulo de 1951
O Torneio Rio-São Paulo de 1951 foi a quarta edição do Torneio Rio-São Paulo e tornou-se uma competição regular apenas em 1950, ano de sua 3ª edição, ocorrendo anualmente até 1966 (exceto em 1956 por conta de excursão da Seleção Brasileira), tendo sido esta a segunda edição consecutiva após a realização da disputa tornar-se regular.

## Participantes
| Equipe                             | Cidade         |
| ---------------------------------- | -------------- |
| America Football Club              | Rio de Janeiro |
| Bangu Atlético Clube               | Rio de Janeiro |
| Sport Club Corinthians Paulista    | São Paulo      |
| Clube de Regatas do Flamengo       | Rio de Janeiro |
| Sociedade Esportiva Palmeiras      | São Paulo      |
| Associação Portuguesa de Desportos | São Paulo      |
| São Paulo Futebol Clube            | São Paulo      |
| Club de Regatas Vasco da Gama      | Rio de Janeiro |

## Regulamento
O Torneio Rio-São Paulo de 1951 foi disputado pelo sistema de pontos corridos. Oito clubes jogaram em turno único entre si, cada um contra todos os outros, e aquele que somasse mais pontos seria declarado campeão. Em caso de empate em pontos, jogos extras para definir o título.  

## História
Como houve empate em pontos por Palmeiras e Corinthians, os dois clubes disputaram dois jogos extras para definir o título, sagrando-se campeão o Palmeiras, tendo vencido as duas partidas decisivas. O Bangu, que havia conquistado o Torneio Início do Rio-São Paulo de 1951, melhor clube carioca nesse certame, perdeu a suas últimas 3 partidas, contra Vasco da Gama, Palmeiras e America, afastando-se da luta pelo título.

## Classificação
| Pos. | Equipes       | Pts | J | V | E | D | GP | GC | SG  |
| ---- | ------------- | --- | - | - | - | - | -- | -- | --- |
| 1    | Palmeiras     | 10  | 7 | 5 | 0 | 2 | 25 | 14 | 11  |
| 2    | Corinthians   | 10  | 7 | 4 | 2 | 1 | 20 | 12 | 8   |
| 3    | Bangu         | 7   | 7 | 3 | 1 | 3 | 21 | 18 | 3   |
| 4    | Flamengo      | 7   | 7 | 3 | 1 | 3 | 15 | 19 | –4  |
| 5    | America       | 7   | 7 | 2 | 3 | 2 | 19 | 19 | 0   |
| 6    | Portuguesa    | 7   | 7 | 3 | 1 | 3 | 17 | 23 | –6  |
| 7    | Vasco da Gama | 6   | 7 | 1 | 4 | 2 | 15 | 18 | –3  |
| 8    | São Paulo     | 2   | 7 | 0 | 2 | 5 | 8  | 18 | –10 |

## Jogos extras
- 08/04 - Palmeiras 3–2 Corinthians
- 11/04 - Corinthians 1–3 Palmeiras

## Campeão
| Torneio Rio-São Paulo de 1951             |
| ----------------------------------------- |
| Sociedade Esportiva Palmeiras (2º título) |